# Rymosia placida
Rymosia placida är en tvåvingeart som beskrevs av Johannes Winnertz 1863. Rymosia placida ingår i släktet Rymosia, och familjen svampmyggor. Arten är reproducerande i Sverige.